# Heike Drechsler

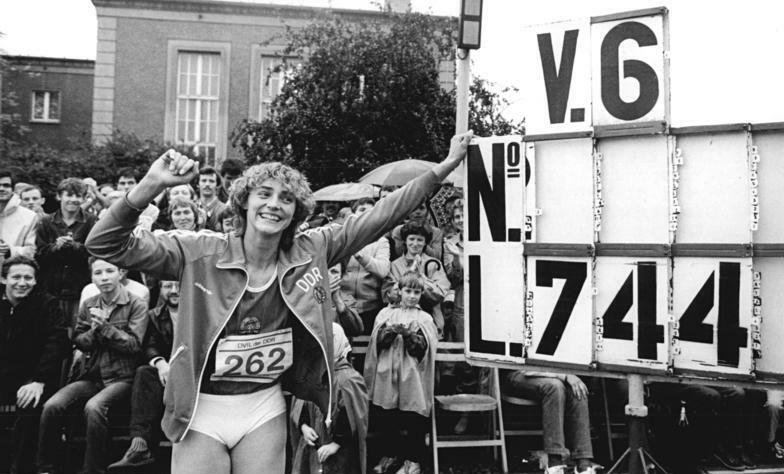
Heike Drechsler in 1985 in Berlijn naast het bord met haar zojuist gesprongen wereldrecord.

Heike Gabriela Drechsler, geboren als Heike Gabriela Daute (Gera, 16 december 1964) is een voormalige Oost-Duitse atlete. Ze behoort tot de meest succesvolle verspringsters aller tijden. Ze werd in deze discipline tweemaal olympisch kampioene, driemaal wereldkampioene en achtmaal Europees kampioene. Ze verbeterde driemaal het outdoor wereldrecord en heeft sinds 1988 het wereldindoorrecord in handen. Gedurende haar carrière sprong ze in totaal 409 keer verder dan 7 meter. Dit is meer dan welke andere atlete ook. Ook was ze een sterk sprintster, die met name op de 200 m goed uit de voeten kon. Ze werd Europees kampioene (1986) en wereldindoorkampioene (1987) op deze afstand en heeft nog altijd het wereldjeugdrecord in bezit.

## Biografie

### Jeugd
Heike Gabriela Daute werd geboren in Gera en groeide op als halfwees met drie broers en zussen, omdat haar vader bij een auto-ongeluk om het leven kwam. Als kind schilderde zij al sporters met gouden medailles om hun nek, omdat een gouden medaille voor haar altijd het mooiste is geweest wat ze zich kon voorstellen. Later studeerde ze pedagogiek.
In haar jeugd was ze actief in de Freie Deutsche Jugend (FDJ) en werd in 1984 verkozen in de Volkskammer van Oost-Duitsland. Haar eerste internationale titel behaalde ze in 1981, door tijdens de EK voor junioren het onderdeel verspringen te winnen. In 1983 won ze op achttienjarige leeftijd voor het eerst de wereldtitel bij de senioren. Ze was hiermee de jongste verspringkampioene ooit.

### Senioren
Heike Drechsler won van 1986 tot 1998 op elk Europees kampioenschap een gouden medaille. Nadat ze op de Olympische Spelen van 1988 in Seoel een zilveren medaille had gewonnen, werd ze vier jaar later in Barcelona olympisch kampioene. Haar tweede olympische gouden medaille zou ze acht jaar later winnen op de Spelen van Sydney.

### Wereldrecords
Op 25 september 1985 overbrugde Heike Drechsler in Berlijn een afstand van 7,44 m en vestigde daarmee voor de eerste maal een wereldrecord. Een jaar later maakte ze er zelfs 7,45 van, welke afstand ze zelf korte tijd later evenaarde. Vervolgens lukte dat ook aan een aantal van haar concurrentes, totdat ten slotte de Russin Galina Tsjistjakova in 1988 haar het wereldrecord met een sprong van 7,52 definitief afhandig maakte. Deze prestatie is 25 jaar later nog steeds het geldende wereldrecord. In 1992 sprong Drechsler in Sestriere met 7,63 weliswaar verder, maar wegens te veel rugwind (+2.1 m/s) kon dit wereldrecord niet worden erkend.
Op de 200 m evenaarde zij op 29 juni 1986 in Jena met een tijd van 21,71 s het wereldrecord van Marita Koch uit 1979, een prestatie die zij precies twee maanden later in Stuttgart herhaalde. In 1988 ging op de Olympische Spelen in Seoel de onweerstaanbare Florence Griffith-Joyner met het wereldrecord aan de haal. Haar beste tijd van 21,34 is sindsdien ongeëvenaard. Drechsler moest zich in Seoel op dit nummer tevreden stellen met een bronzen medaille in 21,95. Bij het verspringen werd ze afgetroefd door een andere Joyner, Jackie Joyner-Kersee, de schoonzuster van Florence, die de 7,40 overbrugde, terwijl Drechsler ditmaal op 7,22 bleef steken.
Op de wereldkampioenschappen van 2001 in het Canadese Edmonton moest ze wegens een bilblessure, die ze opliep tijdens de kwalificatieronde, opgeven. Met een stevig ingepakt been sprong ze de eerste poging ongeldig en de tweede poging slechts 4,45.

### Prijzen
In 1986 werd ze verkozen tot Oost-Duits sporter van het jaar en in 2000 tot Duitse sportvrouw van het jaar. Verschillende Duitse websites (waaronder die van haarzelf) vermelden, dat ze tot atlete van de eeuw verkozen zou zijn. Dit klopt echter niet, ze stond op de "shortlist", maar deze eer ging naar de Nederlandse Fanny Blankers-Koen.

### Meerkamp
Naast succesvol bij het verspringen en op de sprint was Heike Drechsler ook een sterk meerkampster. In 1994 behaalde ze in het Franse Talence een persoonlijk record op de zevenkamp van 6741 punten. Deze prestatie gold als beste wereldjaarprestatie. Dit was haar eerste meerkamp sinds dertien jaar. In 1981 verbeterde ze al eens het wereldjeugdrecord met een puntentotaal van 5891.

### Einde sportcarrière
Haar oorspronkelijke doel was een punt te zetten achter haar sportcarrière na de Olympische Spelen van 2004 in Athene. Wegens vormproblemen moest ze zich na een mislukte kwalificatie terugtrekken. Op 12 september 2004 had ze haar laatste wedstrijd. Op het Internationales Stadionfest Berlin (ISTAF) in Berlijn kreeg ze een afscheid voor 60.000 toeschouwers. Op 6 mei 2005 werd ze tot ereburger van de Duitse stad Gera benoemd.
Momenteel is Heike Drechsler werkzaam als sportexpert bij de televisiezender Eurosport. Ze woont met haar gezin in Karlsruhe, heeft een kind en is van beroep medisch instrumentmaker. Ze was van 1984 tot 1997 getrouwd met Andreas Drechsler en had van 1995 tot 2007 een relatie met de Franse tienkamper Alain Blondel. In 2002 ging ze op 37-jarige leeftijd uit de kleren in Stern.
In 2014 werd ze opgenomen in de IAAF Hall of Fame.

## Titels
- Olympisch kampioene verspringen - 1992, 2000
- Wereldkampioene verspringen - 1983, 1993
- Wereldindoorkampioene 200 m - 1987
- Wereldindoorkampioene verspringen - 1987
- Europees kampioene 200 m - 1987
- Europees kampioene verspringen - 1986, 1990, 1994, 1998
- Europees indoorkampioene verspringen - 1986, 1987, 1988, 1994
- Oost-Duits kampioene 200 m - 1986, 1988
- Oost-Duits indoorkampioene 100 m - 1986, 1987
- Oost-Duits kampioene verspringen - 1981, 1983, 1984, 1985, 1986, 1987, 1988, 1990
- Oost-Duits indoorkampioene verspringen - 1981, 1983, 1984, 1986, 1987, 1988
- Europees juniorenkampioene verspringen - 1981

## Wereldrecords
| zevenkamp   | 5891 p  |            | 1981 (junioren) |
| verspringen | 7,14 m  | Bratislava | 1983 (junioren) |
| verspringen | 7,44 m  | Berlijn    | 1985            |
| verspringen | 7,45 m  | Tallinn    | 1986            |
| verspringen | 7,45 m  | Dresden    | 1986            |
| 200 m       | 21,71 s | Jena       | 1986            |
| 200 m       | 21,71 s | Stuttgart  | 1986            |

## Persoonlijke records
Outdoor
| Onderdeel          | Prestatie                  | Datum             | Plaats         |
| ------------------ | -------------------------- | ----------------- | -------------- |
| 100 m              | 10,91 s                    | 6 juli 1986       | Moskou         |
| 200 m              | 21,71 s (ex-WR, ex-ER, NR) | 29 juni 1986      | Jena           |
| 800 m              | 2.11,53                    | 11 september 1994 | Talence        |
| 100 m horden       | 13,34 s                    | 10 september 1994 | Talence        |
| hoogspringen       | 1,84 m                     | 10 september 1994 | Talence        |
| verspringen        | 7,48 m (NR)                | 9 juli 1988       | Neubrandenburg |
| hink-stap-springen | 13,35 m                    | 30 mei 1993       | Miaoli         |
| kogelstoten        | 13,88 m                    | 15 september 1995 | Talence        |
| zevenkamp          | 6741                       | 11 september 1994 | Talence        |

Indoor
| Onderdeel          | Prestatie   | Datum            | Plaats       |
| ------------------ | ----------- | ---------------- | ------------ |
| 200 m              | 22,27 s     | 7 maart 1987     | Indianapolis |
| hoogspringen       | 1,88 m      | 25 december 1992 | Jena         |
| verspringen        | 7,37 m (WR) | 13 februari 1988 | Wenen        |
| hink-stap-springen | 13,94 m     | 14 januari 1997  | Jena         |

## Prestatieontwikkeling
1977-1990
| Jaar                | 1977 | 1978 | 1979 | 1980 | 1981 | 1982 | 1983 | 1984 | 1985 | 1986 | 1987 | 1988 | 1990 |
| verspringen (meter) | 4,40 | 5,69 | 6,07 | 6,64 | 6,91 | 6,98 | 7,14 | 7,40 | 7,44 | 7,45 | 7,40 | 7,48 | 7,30 |

1991-2004
| Jaar                | 1991 | 1992 | 1993 | 1994 | 1995 | 1996 | 1997 | 1998 | 1999 | 2000 | 2001 | 2002 | 2003 | 2004 |
| verspringen (meter) | 7,37 | 7,48 | 7,21 | 7,29 | 7,07 | 6,75 | 6,89 | 7,16 | 6,91 | 6,99 | 6,79 | 6,85 | 6,07 | 6,49 |

## Palmares

### 100 m
- 1986:  Goodwill Games - 10,91 s
- 1987:  WK - 11,00 s
- 1988:  OS - 10,85 s

### 200 m
- 1986:  EK - 21,71 s
- 1986:  Memorial Van Damme - 22,10 s
- 1987:  WK indoor - 22,27 s
- 1988:  OS - 21,95 s
- 1990:  EK - 22,19 s

### verspringen
Kampioenschappen
- 1981:  EJK - 7,02 m
- 1983:  EK indoor - 6,61 m
- 1983:  WK - 7,27 m
- 1983:  Europacup A - 6,99 m
- 1984:  Olympische Boycot Spelen - 7,15 m
- 1985:  Europacup A - 7,23 m
- 1985:  Wereldbeker - 7,27 m
- 1986:  EK indoor - 6,97 m
- 1986:  EK indoor - 7,18 m
- 1986:  EK - 7,27 m
- 1987:  EK indoor - 7,12 m
- 1987:  WK indoor - 7,10 m
- 1987:  WK - 7,13 m
- 1987:  Europacup A - 7,26 m
- 1988:  EK indoor - 7,30 m
- 1988:  OS - 7,22 m
- 1990:  EK - 7,30 m
- 1990:  Grand Prix Finale - 6,98 m
- 1991:  WK indoor - 6,82 m
- 1991:  WK - 7,29 m
- 1991:  Europacup A - 7,20 m
- 1992:  Grand Prix Finale - 7,12 m
- 1992:  OS - 7,14 m
- 1992:  Wereldbeker - 7,16 m
- 1993:  WK - 7,11 m
- 1993:  Europacup A - 7,02 m
- 1994:  EK indoor - 7,06 m
- 1994:  Europacup A - 6,99 m
- 1994:  Goodwill Games - 7,12 m
- 1994:  EK - 7,14 m
- 1994:  Grand Prix Finale - 6,83 m
- 1995:  Europacup A - 7,04 m
- 1996:  Grand Prix Finale - 6,87 m
- 1997: 7e WK indoor - 6,63 m
- 1997: 4e WK - 6,89 m
- 1998:  EK - 7,18 m
- 1998:  Grand Prix Finale - 6,99 m
- 1998:  Wereldbeker - 7,07 m
- 2000:  EK indoor - 6,86 m
- 2000:  OS - 6,99 m
- 2000:  Grand Prix Finale - 7,07 m
- 2001: 5e WK indoor - 6,75 m
- 2001:  Europacup A - 6,79 m
- 2002: 5e EK - 6,64 m

Golden League-podiumplekken
- 1998:  Weltklasse Zürich – 7,05 m
- 1998:  Memorial Van Damme – 6,78 m
- 1999:  Meeting Gaz de France – 6,87 m
- 2000:  Weltklasse Zürich – 6,91 m
- 2000:  Herculis – 6,78 m
- 2000:  Memorial Van Damme – 6,86 m
- 2000:  ISTAF – 6,95 m
- 2002:  ISTAF – 6,45 m

## Onderscheidingen
- Oost-Duits sporter van het jaar - 1986
- Europees sportvrouw van het jaar (Evgen Bergant Trofee) - 1986
- Duits sporter van het jaar - 2000
- Ereburger van de Duitse stad Gera - 2005
- IAAF Hall of Fame - 2014

1948: Olga Gyarmati ·
1952: Yvette Williams ·
1956: Elżbieta Krzesińska ·
1960: Vera Krepkina ·
1964: Mary Rand ·
1968: Viorica Viscopoleanu ·
1972: Heide Rosendahl ·
1976: Angela Voigt ·
1980: Tatjana Kolpakova ·
1984: Anișoara Cușmir-Stanciu ·
1988: Jackie Joyner-Kersee ·
1992: Heike Drechsler ·
1996: Chioma Ajunwa ·
2000: Heike Drechsler ·
2004: Tatjana Lebedeva ·
2008: Maurren Maggi ·
2012: Brittney Reese ·
2016: Tianna Bartoletta ·
2020: Malaika Mihambo ·
2024: Tara Davis-Woodhall
1983 Heike Drechsler ·
1987 Jackie Joyner-Kersee ·
1991 Jackie Joyner-Kersee ·
1993 Heike Drechsler ·
1995 Fiona May ·
1997 Ljudmila Galkina ·
1999 Niurka Montalvo ·
2001 Fiona May ·
2003 Eunice Barber ·
2005 Tianna Madison ·
2007 Tatjana Lebedeva ·
2009 Brittney Reese ·
2011 Brittney Reese ·
2013 Brittney Reese ·
2015 Tianna Bartoletta ·
2017 Brittney Reese ·
2019 Malaika Mihambo ·
2022 Malaika Mihambo ·
2023 Ivana Španović
- Gemeinsame Normdatei: 123302358
- World Athletics: 14277405
- International Standard Name Identifier: 0000 0000 5220 9536
- Library of Congress Control Number: nr2002041872
- Système universitaire de documentation: 112398022
- Virtual International Authority File: 5837103
- WorldCat: E39PBJwRRQB3xBWrXdYGv6DH4q